# Frederic Wakeman
Frederic Evans Wakeman, Jr. (Kansas City, Kansas, 1937. december 12. – Lake Oswego, Oregon, 2006. szeptember 14.) (kínai neve pinjin hangsúlyjelekkel: Wèi Fěidé; magyar népszerű: Vej Fej-tö; kínaiul: 魏斐德) amerikai sinológus.

## Élete és munkássága
Wakeman apja az író Frederic E. Wakeman, Sr. volt, aki családjával gyakorta költözött, megfordultak Bermudán, Franciaországban és Kubában is. Wakeman a Harvardon végzett 1959-ben európai történelem és irodalom szakon. Ezt követően Párizsban tanult tovább, majd Berkeleyben a Kaliforniai Egyetemen szerzett doktori fokozatot 1965-ben Joseph R. Levenson professzornál. A Berkeley professzora volt 1990-től egészen 2001-ben bekövetkezett haláláig.
Tudományos karrierje első időszakában az új és a legújabb kori Kína társadalmi és politikai kérdéseivel foglalkozott, majd a 90-es évektől Sanghaj története foglalkoztatta. Mindkét témakörben jelentős monográfiákat és publikációkat jegyzett.

## Főbb művei
- Strangers at the Gate; Social Disorder in South China, 1839- 1861. (Berkeley,: University of California Press, 1966)
- ed., "Nothing Concealed": Essays in Honor of Liu Yü-Yün (Taipei: Ch'engwen ch'u pan she: distributed by Chinese Materials and Research Aids Service Center, 1970)
- History and Will; Philosophical Perspective of Mao Tse-Tung's Thought. (Berkeley,: University of California Press, 1973). ISBN 0520021045
- The Fall of Imperial China. (New York: Free Press, The Transformation of Modern China Series, 1975). ISBN 0029336902
- with Carolyn Grant, eds., Conflict and Control in Late Imperial China. (Berkeley: University of California Press, 1975). ISBN 0520025970
- with U.S. Delegation of Ming and Qing Historians, Ming and Qing Historical Studies in the People's Republic of China. (Berkeley, Calif.: Institute of East Asian Studies, University of California, Berkeley, Center for Chinese Studies, China Research, 1980). ISBN 0912966270
- The Great Enterprise: The Manchu Reconstruction of Imperial Order in Seventeenth-Century China. (Berkeley: University of California Press, 1985). 2 vols. ISBN 0520048040 (set)
- with Wen-Hsin Yeh, eds., Shanghai Sojourners. (Berkeley: Institute of East Asian Studies Center for Chinese Studies, China Research Monograph, 1992). ISBN 1557290350
- Policing Shanghai, 1927-1937. (Berkeley: University of California Press, 1995). ISBN 0520084888 (alk. paper)
- The Shanghai Badlands: Wartime Terrorism and Urban Crime, 1937-1941. (Cambridge England; New York: Cambridge University Press, Cambridge Studies in Chinese History, Literature, and Institutions, 1996). ISBN 0521497442. Sample Pages
- Strangers at the Gate: Social Disorder in South China, 1839-1861. (Berkeley: University of California Press, 2nd paperback printing, 1997). ISBN 0520212398
- with Suzhen Chen. Hong Ye: Qing Chao Kai Guo Shi. (Nanjing: Jiangsu ren min chu ban she, "Hai Wai Zhongguo Yan Jiu" Cong Shu Di 1 ban., 1998). ISBN 7214009234
- with Sh Sandag, Harry H. Kendall. Poisoned Arrows: The Stalin-Choibalsan Mongolian Massacres, 1921-1941. (Boulder, CO: Westview Press, 2000). ISBN 0813337100
- with Richard L. Edmonds, ed., Reappraising Republican China. (Oxford ; New York: Oxford University Press, Studies on Contemporary China, 2000). ISBN 0198296177
- Spymaster : Dai Li and the Chinese Secret Service. (Berkeley: University of California Press, 2003). ISBN 0520234073